# Episcopia
Episcopia ist eine süditalienische Gemeinde (comune) mit 1267 Einwohnern (Stand 31. Dezember 2023) in der Provinz Potenza in der Basilikata. Die Gemeinde liegt etwa 67,5 Kilometer von Potenza am Sinni und am Nationalpark Pollino und gehört zur Comunità montana Lagonegrese. Die Gemeinde verfügt über eine sehr schöne kleine Piazza und einen Friedhof mit schöner Aussicht. Die Burg des Dorfes ist von Privatpersonen bewohnt. 

## Verkehr
Durch die Gemeinde führt die Strada Statale 653 della Valle del Sinnica von Lauria nach Policoro.